# Ruth-Ann Boyle
Ruth-Ann Boyle (ur. 26 kwietnia 1970 w Sunderland) – angielska piosenkarka pop. Wraz z producentami Timem Kellettem i Robinem Taylor-Firthem, założyła brytyjski zespół Olive. Jedyny singiel zespołu „You’re Not Alone” osiągnął pozycję numer 1 na brytyjskiej liście singli w 1997 roku.
W 1999 roku zaśpiewała wokal w utworach „Gravity of Love” i „Silence Must Be Heard” na albumie zespołu Enigma „The Screen Behind the Mirror”, z których pierwszy był również wydany jako singiel. Była też wokalistką na ich albumie Voyageur z 2003 roku.

## Życiorys
Pod wpływem śpiewaków jak Rickie Lee Jones i Joni Mitchell, Boyle dołączyła do różnych zespołów w wieku od 17 do 19 lat, ale te występy okazały się przykre. W czasie interweniowania pracowała w fabrykach w fabryce przed zakończeniem prowadzenia pubu w Sheffield. W tym samym czasie, ona również wokalne nagrane próbki dla The Durutti Column The Manchester – na projekt muzyczny kierowany przez Vini Reilly.
Jednak Boyle rozważała karierę w pielęgniarstwie, kiedy Kellett, który słyszał wokalne próbki zapisane na klawiaturze podczas grania na żywo z Kolumną Durutti, skontaktował się z nią o śpiewie dla grupy, którą utworzył z Taylor-Firth. Po przesłuchaniu, Boyle znalazła w zespole doskonałą współpracę muzyczną. Olive wydało dwa albumy od jego powstania w latach 1995–2000, po czym zespół przestał współpracować.
Podczas produkcji drugiego albumu Olive’a zatytułowanego Trickle, Boyle spotkała się z Michaelem Cretu, a on zaprosił ją do udziału w czwartym albumie grupy Enigma „The Screen Behind the Mirror” z 1999 roku. Boyle śpiewała główny wokal w dwóch utworach na albumie; jeden z nich zatytułowany „Gravity of Love” został wydany jako główny singiel; a później w 2003 roku artystka występowała także jako żeński głos na bardziej komercyjnym albumie „Voyageur”, który stawiał na pop w utworach „Boum-boum” (z Andru Donaldsem) i „Following the Sun”.
Ze względu na ich udaną współpracę, wydali solowy debiutancki album, który został wyprodukowany w ART Studios na Ibizie, pod koniec 2004 roku. Album nosił tytuł „What About Us?”. Po wielu opóźnieniach album został wydany cyfrowo w czerwcu 2007 roku.
Artystka pojawiła się też na płycie Enigmy „Seven Lives, Many Faces” z 2008 roku w utworach: Touchness, Fata Morgana i We Are Nature.

## Dyskografia

### Albumy

#### Olive
- Extra Virgin (1997)
- Trickle (2000)

#### Solowo
- What about Us? (2007) – iTunes only

## Projekty wspólne z innymi artystami

### Enigma
- The Screen Behind the Mirror (1999)
  - Gravity of Love
  - Silence Must be Heard
- Voyageur (2003)
  - Boum Boum – z Andru Donaldsem
  - Following the Sun
- Seven Lives, Many Faces (2008)
  - Touchness
  - Fata Morgana
  - We Are Nature